# Bell P-59 Airacomet
Bell P-59A Airacomet byl experimentální proudový letoun, první stroj vyvinutý v USA s tímto typem pohonu. Z důvodu utajení bylo typu přiděleno číslo 59, které již předtím firma Bell použila pro projekt stíhačky poháněné pístovým motorem a vrtulí (fa Bell přeložila USAAF dva projekty koncepčně blízkých stíhacích strojů, označených Bell XP-52 a Bell XP-59).
První prototyp XP-59A (42-108784) byl zalétnut 1. října 1942 na kalifornské základně Muroc, kterého následovaly druhý (42-108785) a třetí (42-108786) prototyp v roce 1943.
USAAF si původně objednala 100 ks tohoto stroje, později (v roce 1943) byla objednávka snížena na 50 ks. V prosinci 1943 zkoušelo US Navy prototyp YP-59A, ale vzhledem k špatnému výhledu z kabiny a malé akceleraci bylo konstatováno, že se nehodí k provozu na letadlových lodích.
Během zkoušek byl jeden prototyp XP-59A "Superman" a poté i zkušební YP-59A "Mystic Mistress" (42-108783) přebudovány na dvoumístné. Druhým členem osádky se tak stal pozorovatel, který ovládal na dálku bezpilotní létající prostředky. Seděl v otevřeném prostoru před kabinou pilota, chráněný jen malým větrným štítkem. Většina sériových P-59A skončila jako cvičné stroje. Později byla část P-59A přestavěna na naváděče vzdušných cílů. Od října 1943 testovalo RAF YP-59A (42-108773), který v Royal Aircraft Establishment ve Farnborough létal s přiděleným sériovým číslem RJ362/G.

## Vývoj

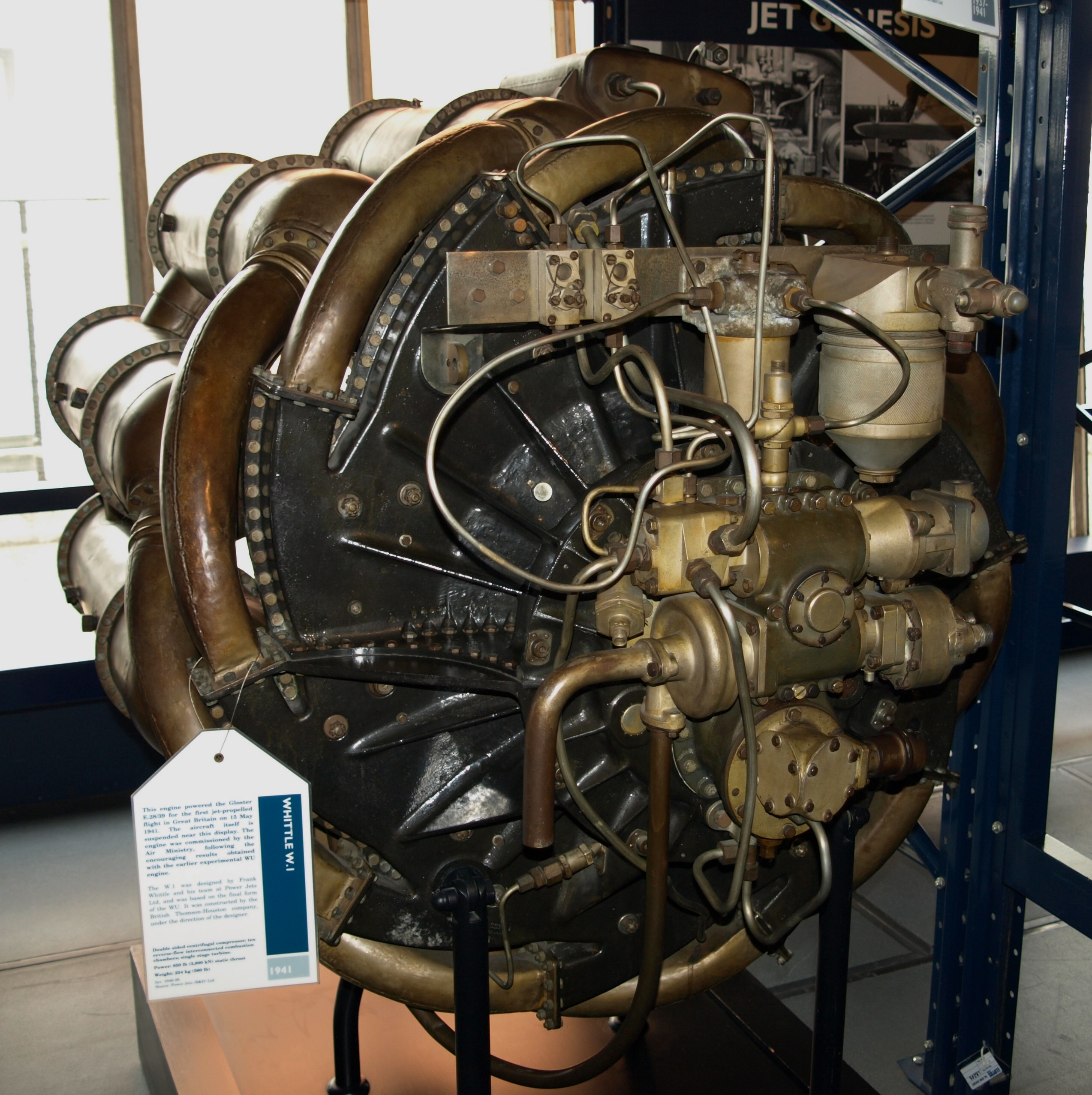
Power Jets W.1 - motor letounu P-59

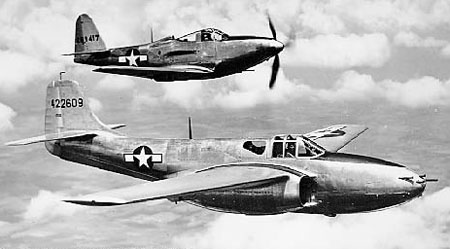
P-59A s vrtulovým P-63 v pozadí

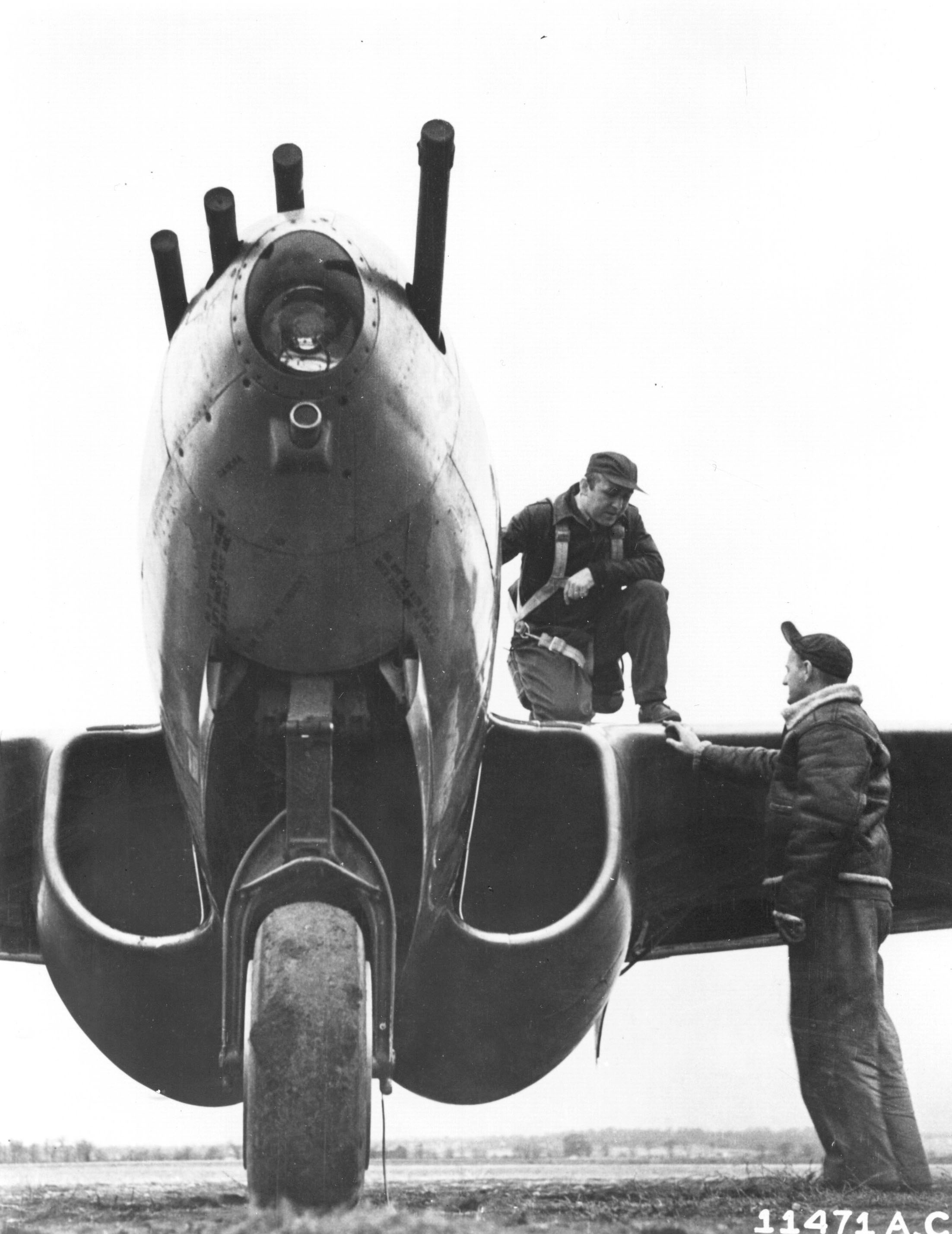
Čelní pohled na P-59B a kanóny

Začátek vývoje P-59 sahá ke dni 28. srpna 1941, kdy byl Lawrence Bell, prezident společnosti Bell Aircraft, pozván na konferenci do Washingtonu. Zavolal ho tam generál Henry "Hap" Arnold, velící generál amerických vzdušných sil, který s ním chtěl prodiskutovat možnost zkonstruování proudového stíhacího letadla. Mělo jít o jednomístnou stíhačku, jejíž pohon by zajišťoval proudový motor General Electric I-A. Motor I-A byla americká verze britského proudového motoru Power Jets W.1, který vznikl pod vedením Franka Whittleye. Generál Arnold dostal k tomuto motoru plány z Velké Británie v dubnu 1941, když se tam zúčastnil letové ukázky letadla Gloster E.28/39. Na zkonstruování nového stroje byla vybrána právě společnost Bell Aircraft z toho důvodu, že byla v porovnání s jinými firmami méně vytížena výrobou letadel. Výhodou byla také malá vzdálenost od firmy General Electric a fakt, že Bell často přicházel s pokročilými návrhy nových letadel. Larry Bell nabídku přijal a 30. září 1941 byla podepsána smlouva. Bellovi inženýři začali pracovat na novém letadle, které dostalo interní název Model 27.
Konstrukce letadla Airacomet nebyla příliš revoluční, jedinou radikální změnu oproti tehdejším letadlům činil proudový pohon. P-59 měl ověřený tříbodový podvozek, na který měla firma Bell zaregistrovanou ochrannou známku. Letadlo bylo středoplošník s rovným samonosným křídlem a poměrně malou geometrickou štíhlostí. Mělo také konvenční ocasní plochy a samonosný nýtovaný trup. Kabina pilota byla přetlaková a zahřívána vzduchem odebíraným od motorů.
Projekt vývoje nové dvoumotorové stíhačky americké letectvo označovalo XP-59. Konstrukční návrh tohoto stroje byl schválen 9. ledna 1942 a stavba tří prototypů XP-59A začala v březnu 1942. Program vyžadoval naprosté utajení, a proto byli inženýři z Bellu přesunuti do bývalé automobilky Pierce-Arrow v centru Buffala. Výroba byla později přesunuta do druhého patra této třípodlažní budovy, kde se nedala otevřít okna a skla byla zatřená. Okolí budovy bylo hlídané 24 hodin denně.
První prototyp XP-59A byl připraven na dodání 10. září 1942. Aby mohlo být letadlo vytaženo z budovy, museli dělníci vyrazit do zdi cihlové budovy velkou díru, přes kterou stroj dostali ven.
Prototyp byl poháněn dvěma proudovými motory s radiálním kompresorem General Electric I-A, každý o tahu 5,5 kN. XP-59A svůj první let absolvoval 2. října 1942 a pilotoval ho Robert Stanley, hlavní testovací pilot Bellu. Hned první letová zkouška odhalila řadu problémů. Tím hlavním bylo, že XP-59A měl tendenci vychylovat se z kurzu. K dalším patřila slabá odezva motoru a nedostatečná boční stabilita během otáčení.
26. března 1943 bylo objednáno třináct předprodukčních YP-59A, které se od X-ka odlišovaly posuvnou střechou a výkonnějším pohonem. První dvě YP-59A byly dodány v červnu 1943, ale i přes lepší motor dosahovaly jen o 5 km/h vyšší rychlost.
Třetí YP-59A byl dodán Royal Air Force (RAF) výměnou za první produkční Gloster Meteor I. Britští piloti zjistili, že výkon YP-59A je ve srovnání s Meteory nedostačující. V Royal Aircraft Establishment ve Farnborough Airacomet letěl pouze jedenáctkrát a začátkem roku 1945 byl vrácen do Spojených států.
Ačkoli letové výkony YP-59A nebyly příliš oslnivé, stroji se podařilo dosáhnout neoficiálního rekordu, kdy vylétl do výšky 14 508 m. První YP-59A byly poháněny motory GE I-A o tahu 5,5 kN a zbylé motory I-16 (J31-GE-3) o tahu 7,3 kN. Pohon pozdějších sériově vyráběných modelů P-59B-1-BE poháněly motory J31-GE-5 o tahu 8,9 kN.
11. března 1944 byla podepsána smlouva na výrobu 100 letadel P-59A-BE, přičemž se plánovalo později objednat dalších 250 kusů. Tato první produkční verze měla zkrácené křídlo, všechny řídící plochy pokryté kovem a zesílený trup. Ocas byl přepracován, přičemž přibyl dolní kýl. Smlouva však byla předčasně zrušena a letectvo nakonec získalo jen padesát letadel. Prvních 20 strojů bylo ve verzi P-59A-BE a 30 kusů ve verzi P-59B-1-BE. Béčko se od první varianty lišilo pouze přídavnými palivovými nádržemi o objemu 250 litrů, které se nacházely pod křídly.
S letadly P-59 bylo provedeno několik simulovaných vzdušných soubojů proti stíhačkám s pístovým motorem P-38 Lightning, P-47 Thunderbolt a v březnu 1945 i proti ukořistěné Micubiši Zero. Zjistilo se, že dokonce i tato klasická letadla druhé světové války stíhačku P-59 převyšovala a ta neměla oproti nim žádnou výhodu.
Většina letadel P-59 byla přiřazena pod 412. stíhací skupinu na základně Muroc, ale na rozdíl od typů Messerschmitt Me 262 a Gloster Meteor se boje nikdy nezúčastnila. P-59 se využívala pouze jako testovací a cvičné letadlo.
Později se od Bellu požadovalo, aby vyrobil verzi XP-59B, která by byla poháněna jediným proudovým motorem, přičemž vzduch by byl přiváděn přes vstupy v kořenech křídla. Firma Bell však nabídku odmítla a návrh převzala společnost Lockheed, která vyvinula letoun P-80 Shooting Star.

## Specifikace (P-59B)

Bell P-59A Airacomet

### Technické údaje
- Osádka: 1
- Rozpětí: 13,87 m
- Délka: 11,84 m
- Výška: 3,76 m
- Nosná plocha: 35,86 m²
- Hmotnost prázdného stroje: 3 704 kg
- Vzletová hmotnost: 5 008 kg
- Maximální vzletová hmotnost: 6 214 kg
- Pohonná jednotka: 2× proudový motor General Electric J31-GE-5 každý o tahu 2 000 lbf (8,9 kN)

### Výkony
- Maximální rychlost: 665 km/h
- Cestovní rychlost: 604 km/h
- Dolet: 604 km
- Dostup: 14 080 m
- Stoupavost: 9 140 m za 15 min 30 s

### Výzbroj
- 1× 37mm kanón
- 3× 12,7mm (0.50") kulomet
- na podkřídelním závěsníku dvě pumy po 454 kg (1000lb) nebo 8 raket ráže 127 mm (5"), popř. dvě 567 l. (150galonové) odhazovatelné vnější nádrže paliva